# 阿靈頓 (伊利諾伊州)
阿靈頓（英語：Arlington）是位於美國伊利諾伊州比羅縣的一個村落。

## 地理
阿靈頓的座標為41°28′20″N 89°14′49″W / 41.47222°N 89.24694°W，而該地最高點為海拔高度213米（即699英尺）。

## 人口
根據2010年美國人口普查的數據，阿靈頓的面積為1.00平方千米，當中陸地面積為1.00平方千米，而水域面積為0.00平方千米。當地共有人口193人，而人口密度為每平方千米193人。